# Koike Naofumi
Naofumi Koike (sinh ngày 21 tháng 9 năm 1969) là một cầu thủ bóng đá người Nhật Bản.

## Sự nghiệp câu lạc bộ
Naofumi Koike đã từng chơi cho Yokohama Marinos.